# سوزي ديلار
سوزي ديلار (بالفرنسية: Suzy Delair)‏ هي مغنية وممثلة فرنسية، ولدت في 31 ديسمبر 1917 في فرنسا.

## أعمال

### أفلام
- (1951) أتول كيه

## وصلات خارجية
- سوزي ديلار على موقع IMDb (الإنجليزية)
- سوزي ديلار على موقع روتن توميتوز (الإنجليزية)
- سوزي ديلار على موقع ألو سيني (الفرنسية)
- سوزي ديلار على موقع ميوزك برينز (الإنجليزية)
- سوزي ديلار على موقع أول موفي (الإنجليزية)
- سوزي ديلار على موقع قاعدة بيانات الأفلام السويدية (السويدية)
- سوزي ديلار على موقع ديسكوغز (الإنجليزية)
- سوزي ديلار على موقع قاعدة بيانات الفيلم (الإنجليزية)
- سوزي ديلار على موقع كينوبويسك (الروسية)